# Orłow doł
Orłow doł (bułg. Орлов дол) – wieś w południowej Bułgarii, w obwodzie Chaskowo, w gminie Topołowgrad.
W Orłow dole Wasyl Lewski założył komitet rewolucyjny, który składał się z 64 osób.
W latach 1969–1988 działała we wsi kopalnia rudy uranu.
Do zabytków zalicza się cerkiew wybudowaną w 1834 roku, w której przez krótki czas ukrywał się Wasyl Lewski.